# Manzana la Ciénega
Manzana la Ciénega är en ort i Mexiko.   Den ligger i kommunen Ocampo och delstaten Michoacán de Ocampo, i den södra delen av landet, 130 km väster om huvudstaden Mexico City. Manzana la Ciénega ligger 2 438 meter över havet och antalet invånare är 257.
Terrängen runt Manzana la Ciénega är kuperad. Runt Manzana la Ciénega är det ganska tätbefolkat, med 160 invånare per kvadratkilometer. Närmaste större samhälle är Heróica Zitácuaro, 19,1 km söder om Manzana la Ciénega. I omgivningarna runt Manzana la Ciénega växer huvudsakligen savannskog.